# Ligue 1 de 2024–25
A Ligue 1 de 2024–25, também conhecido como Ligue 1 McDonald’s de 2024–25 por razões de patrocínio, foi a 87ª edição do Campeonato Francês de Futebol. A temporada se iniciou em 16 de agosto de 2024 e terminou em 17 de maio de 2025. O Paris Saint-Germain foi campeão da edição.

## Regulamento
A Ligue 1 é disputada por 18 clubes em 2 turnos. Em cada turno, todos os times jogam entre si uma única vez. Os jogos do segundo turno serão realizados na mesma ordem do primeiro, apenas com o mando de campo invertido. Não há campeões por turnos, sendo declarado campeão o time que obtiver o maior número de pontos após as 34 rodadas e rebaixados os 2 com menor número de pontos e 1 disputará os playoffs de rebaixamento contra o 3° lugar da Ligue 2. O campeonato produz quarto vagas à Liga dos Campeões da UEFA, uma à Liga Europa da UEFA e uma à Liga Conferência da UEFA.

### Critérios de desempate
Caso haja empate de pontos entre dois clubes, os critérios de desempate serão aplicados na seguinte ordem:
1. Saldo de gols
2. Gols marcados
3. Confronto direto
4. Fair play

## Participantes

### Mudança de times
| Pos | Promovidos da Ligue 2 de 2023–24 |
| --- | -------------------------------- |
| 1º  | Auxerre                          |
| 2º  | Angers                           |
| 3º  | Saint-Étienne (Play-offs)        |

| Pos | Rebaixados da Ligue 1 de 2023–24 |
| --- | -------------------------------- |
| 16º | Metz (Play-offs)                 |
| 17º | Lorient                          |
| 18º | Clermont Foot                    |

### Informação dos clubes
| Equipe              | Cidade        | Estádio (mando)           | Capacidade | 2023–24 | Títulos (último) |
| ------------------- | ------------- | ------------------------- | ---------- | ------- | ---------------- |
| Angers              | Angers        | Stade Raymond Kopa        | 18.752     | 2º (L2) | 0 (nenhum)       |
| Auxerre             | Auxerre       | Stade de l'Abbé-Deschamps | 25.636     | 1º (L2) | 1 (1995–96)      |
| Brest               | Brest         | Stade Francis-Le Blé      | 15.931     | 3º      | 0 (nenhum)       |
| Lens                | Lens          | Stade Bollaert-Delelis    | 37.705     | 7º      | 1 (1997–98)      |
| Le Havre            | Normandia     | Stade Océane              | 25.178     | 15°     | 0 (nenhum)       |
| Lille               | Lille         | Stade Pierre-Mauroy       | 50.186     | 4º      | 4 (2020–21)      |
| Lyon                | Lyon          | Groupama Stadium          | 59.186     | 6º      | 7 (2007–08)      |
| Marseille           | Marselha      | Orange Vélodrome          | 67.394     | 8º      | 9 (2009–10)      |
| Monaco              | Monaco        | Stade Louis II            | 18.523     | 2º      | 8 (2016–17)      |
| Montpellier         | Montpellier   | Stade de la Mosson        | 32.900     | 12º     | 1 (2011–12)      |
| Nantes              | Nantes        | Stade de la Beaujoire     | 35.322     | 14°     | 8 (2000–01)      |
| Nice                | Nice          | Allianz Riviera           | 35.624     | 5º      | 4 (1958–59)      |
| Paris Saint-Germain | Paris         | Parc des Princes          | 48.583     | 1º      | 12 (2023–24)     |
| Reims               | Reims         | Stade Auguste-Delaune     | 21.684     | 9º      | 6 (1961–62)      |
| Rennes              | Rennes        | Roazhon Park              | 29.778     | 10º     | 0 (nenhum)       |
| Saint-Étienne       | Saint-Étienne | Stade Geoffroy-Guichard   | 41.965     | 3º (L2) | 10 (1980–81)     |
| Strasbourg          | Estrasburgo   | Stade de la Meinau        | 29.230     | 13º     | 1 (1978–79)      |
| Toulouse            | Toulouse      | Stade Geoffroy-Guichard   | 41.965     | 11°     | 0 (nenhum)       |

## Classificação
| Pos | Equipe                  | Pts | J  | V  | E  | D  | GP | GC | SG  | Classificação ou descenso                                    |
| --- | ----------------------- | --- | -- | -- | -- | -- | -- | -- | --- | ------------------------------------------------------------ |
| 1   | Paris Saint-Germain (C) | 84  | 34 | 26 | 6  | 2  | 92 | 35 | +57 | Fase de Liga da Liga dos Campeões da UEFA de 2025–26         |
| 2   | Olympique de Marseille  | 65  | 34 | 20 | 5  | 9  | 74 | 47 | +27 | Fase de Liga da Liga dos Campeões da UEFA de 2025–26         |
| 3   | Monaco                  | 61  | 34 | 18 | 7  | 9  | 63 | 41 | +22 | Fase de Liga da Liga dos Campeões da UEFA de 2025–26         |
| 4   | Nice                    | 60  | 34 | 17 | 9  | 8  | 66 | 41 | +25 | 3ª. Pré-eliminatória da Liga dos Campeões da UEFA de 2025–26 |
| 5   | Lille                   | 60  | 34 | 17 | 9  | 8  | 52 | 36 | +16 | Fase de Liga da Liga Europa da UEFA de 2025–26               |
| 6   | Lyon                    | 57  | 34 | 17 | 6  | 11 | 65 | 46 | +19 | Rebaixamento à Ligue 2 de 2025–26                            |
| 7   | Strasbourg              | 57  | 34 | 16 | 9  | 9  | 56 | 44 | +12 |                                                              |
| 8   | Lens                    | 52  | 34 | 15 | 7  | 12 | 42 | 39 | +3  |                                                              |
| 9   | Brest                   | 50  | 34 | 15 | 5  | 14 | 52 | 59 | −7  |                                                              |
| 10  | Toulouse                | 42  | 34 | 11 | 9  | 14 | 44 | 43 | +1  |                                                              |
| 11  | Auxerre                 | 42  | 34 | 11 | 9  | 14 | 48 | 51 | −3  |                                                              |
| 12  | Rennes                  | 41  | 34 | 13 | 2  | 19 | 51 | 50 | +1  |                                                              |
| 13  | Nantes                  | 36  | 34 | 8  | 12 | 14 | 39 | 52 | −13 |                                                              |
| 14  | Angers                  | 36  | 34 | 10 | 6  | 18 | 32 | 53 | −21 |                                                              |
| 15  | Le Havre                | 34  | 34 | 10 | 4  | 20 | 40 | 71 | −31 |                                                              |
| 16  | Reims                   | 33  | 34 | 8  | 9  | 17 | 33 | 47 | −14 | Play-off de Despromoção                                      |
| 17  | Saint-Étienne           | 30  | 34 | 8  | 6  | 20 | 39 | 77 | −38 | Zona de rebaixamento à Ligue 2 de 2025–26                    |
| 18  | Montpellier             | 16  | 34 | 4  | 4  | 26 | 23 | 79 | −56 | Zona de rebaixamento à Ligue 2 de 2025–26                    |

(OBS: No dia 24 de junho de 2025, o Lyon foi rebaixado para a Ligue 2 por ordem da Direção Nacional de Controle e Gestão (DNCG), após não apresentar suas finanças para a temporada 2024-25. Anteriormente, o clube já havia sido punido com um transfer ban em janeiro do mesmo ano. A dívida é estimada em 175 milhões de euros, cerca de R$ 1 bilhão de reais.)

## Confrontos
| Mandante \ Visitante   | ANG | AUX | BRE | HAC | LEN | LIL | OL  | OM  | ASM | MON | FCN | NIC | PSG | REI | STE | REN | STR | TFC |
| ---------------------- | --- | --- | --- | --- | --- | --- | --- | --- | --- | --- | --- | --- | --- | --- | --- | --- | --- | --- |
| Angers                 | —   | 2–0 | 2–0 | 1–1 | 0–1 | 0–2 | 0–3 | 0–2 | 0–2 | 2–0 | 1–1 | 1–4 | 2–4 | 1–3 | 4–2 | 0–3 | 2–1 | 0–4 |
| Auxerre                | 1–0 | —   | 3–0 | 1–2 | 2–2 | 0–0 | 1–3 | 3–0 | 0–3 | 1–0 | 1–1 | 2–1 | 0–0 | 2–1 | 1–1 | 4–0 | 0–1 | 2–2 |
| Brest                  | 2–0 | 2–2 | —   | 2–0 | 1–3 | 2–0 | 2–1 | 1–5 | 2–1 | 1–0 | 4–1 | 0–1 | 2–5 | 0–0 | 4–0 | 1–1 | 3–1 | 2–0 |
| Le Havre               | 0–1 | 3–1 | 0–1 | —   | 1–2 | 0–3 | 0–4 | 1–3 | 1–1 | 1–0 | 3–2 | 1–3 | 1–4 | 0–3 | 1–1 | 1–5 | 0–3 | 1–4 |
| Lens                   | 1–0 | 0–4 | 2–0 | 3–4 | —   | 0–2 | 0–0 | 1–3 | 4–0 | 2–0 | 3–2 | 0–0 | 1–2 | 0–2 | 1–0 | 1–0 | 0–2 | 0–1 |
| Lille                  | 2–0 | 3–1 | 3–1 | 1–2 | 1–0 | —   | 1–1 | 1–1 | 2–1 | 1–0 | 1–1 | 2–1 | 1–3 | 2–1 | 4–1 | 1–0 | 3–3 | 2–1 |
| Lyon                   | 2–0 | 2–2 | 2–1 | 4–2 | 1–2 | 2–1 | —   | 2–3 | 0–2 | 1–0 | 2–0 | 4–1 | 2–3 | 4–0 | 1–0 | 4–1 | 4–3 | 0–0 |
| Olympique de Marseille | 1–1 | 1–3 | 4–1 | 5–1 | 0–1 | 1–1 | 3–2 | —   | 2–1 | 5–1 | 2–0 | 2–0 | 0–3 | 2–2 | 5–1 | 4–2 | 1–1 | 3–2 |
| Monaco                 | 0–1 | 4–2 | 3–2 | 3–1 | 1–1 | 0–0 | 2–0 | 3–0 | —   | 2–1 | 7–1 | 2–1 | 2–4 | 3–0 | 1–0 | 3–2 | 0–0 | 2–0 |
| Montpellier            | 1–3 | 3–2 | 3–1 | 0–2 | 0–2 | 2–2 | 1–4 | 0–5 | 2–1 | —   | 1–3 | 2–2 | 1–4 | 0–0 | 0–2 | 0–4 | 1–1 | 0–3 |
| Nantes                 | 0–1 | 2–0 | 0–2 | 0–2 | 3–1 | 1–0 | 1–1 | 1–2 | 2–2 | 3–0 | —   | 1–1 | 1–1 | 1–2 | 2–2 | 1–0 | 0–1 | 0–0 |
| Nice                   | 2–1 | 1–1 | 6–0 | 2–1 | 2–0 | 2–2 | 0–2 | 2–0 | 2–1 | 2–0 | 1–2 | —   | 1–1 | 1–0 | 8–0 | 3–2 | 2–1 | 1–1 |
| Paris Saint-Germain    | 1–0 | 3–1 | 3–1 | 2–1 | 1–0 | 4–1 | 3–1 | 3–1 | 4–1 | 6–0 | 1–1 | 1–3 | —   | 1–1 | 2–1 | 3–1 | 4–2 | 3–0 |
| Reims                  | 0–1 | 0–2 | 1–2 | 1–1 | 0–3 | 0–2 | 1–1 | 3–1 | 0–0 | 4–2 | 1–2 | 2–4 | 1–1 | —   | 0–2 | 2–1 | 0–1 | 1–0 |
| Saint-Étienne          | 3–3 | 3–1 | 3–3 | 0–2 | 0–2 | 1–0 | 2–1 | 0–2 | 1–3 | 1–0 | 1–1 | 1–3 | 1–6 | 3–1 | —   | 0–2 | 2–0 | 2–3 |
| Rennes                 | 2–0 | 0–1 | 1–2 | 1–0 | 1–1 | 0–2 | 3–0 | 1–2 | 1–2 | 3–0 | 2−1 | 2–0 | 1–4 | 1–0 | 5–0 | —   | 1–0 | 0–2 |
| Strasbourg             | 1–1 | 3–1 | 0–0 | 2–3 | 2–2 | 2–1 | 4–2 | 1–0 | 1–3 | 2–0 | 3–1 | 2–2 | 2–1 | 0–0 | 3–1 | 3–1 | —   | 2–1 |
| Toulouse               | 1–1 | 2–0 | 2–4 | 2–0 | 1–1 | 1–2 | 1–2 | 1–3 | 1–1 | 1–2 | 0–0 | 1–1 | 0–1 | 1–0 | 2–1 | 2–1 | 1–2 | —   |

## Estatísticas
Atualizado em 28 de março de 2025.

### Artilheiros
| Pos. | Jogador             | Equipe                 | Gols |
| ---- | ------------------- | ---------------------- | ---- |
| 1    | Ousmane Dembélé     | Paris Saint-Germain    | 21   |
| 2    | Mason Greenwood     | Olympique de Marseille | 15   |
| 3    | Jonathan David      | Lille                  | 14   |
| 4    | Bradley Barcola     | Paris Saint-Germain    | 13   |
| 4    | Arnaud Kalimuendo   | Rennes                 | 13   |
| 6    | Mika Biereth        | Monaco                 | 12   |
| 6    | Emanuel Emegha      | Strasbourg             | 12   |
| 8    | Evann Guessand      | Nice                   | 11   |
| 9    | Ludovic Ajorque     | Brest                  | 10   |
| 9    | Hamed Junior Traorè | Auxerre                | 10   |
| 9    | Alexandre Lacazette | Lyon                   | 10   |

### Assistentes
| Pos. | Jogador           | Equipe              | Assists. |
| ---- | ----------------- | ------------------- | -------- |
| 1    | Rayan Cherki      | Lyon                | 9        |
| 1    | Bradley Barcola   | Paris Saint-Germain | 9        |
| 3    | João Neves        | Paris Saint-Germain | 8        |
| 3    | Dilane Bakwa      | Strasbourg          | 8        |
| 3    | Maghnes Akliouche | Monaco              | 8        |
| 3    | Moses Simon       | Nantes              | 8        |
| 7    | Gaëtan Perrin     | Auxerre             | 7        |
| 7    | Evann Guessand    | Nice                | 7        |
| 7    | Ludovic Blas      | Rennes              | 7        |
| 10   | Achraf Hakimi     | Paris Saint-Germain | 6        |
| 10   | Lamine Camara     | Monaco              | 6        |
| 10   | Désiré Doué       | Paris Saint-Germain | 6        |
| 10   | Diego Moreira     | Strasbourg          | 6        |

### Hat-tricks
| Jogador             | Para                | Contra        | Resultado | Data                    | Ref. |
| ------------------- | ------------------- | ------------- | --------- | ----------------------- | ---- |
| Jonathan David      | Lille               | Le Havre      | 3–0 (F)   | 28 de setembro de 2024  |      |
| Zuriko Davitashvili | Saint-Étienne       | Auxerre       | 3–1 (C)   | 5 de outubro de 2024    |      |
| Arnaud Kalimuendo   | Rennes              | Saint-Étienne | 5–0 (C)   | 30 de novembro de 2024  |      |
| Alexandre Lacazette | Lyon                | Nice          | 4–1 (C)   | 1 de dezembro de 2024   |      |
| Ousmane Dembélé     | Paris Saint-Germain | Brest         | 5–2 (F)   | 1 de fevereiro de 2025  |      |
| Mika Biereth        | Monaco              | Auxerre       | 4–2 (C)   | 1 de fevereiro de 2025  |      |
| Mika Biereth        | Monaco              | Nantes        | 7–1 (C)   | 15 de fevereiro de 2025 |      |
| Mika Biereth        | Monaco              | Reims         | 3–0 (C)   | 28 de fevereiro de 2025 |      |

## Prêmios
| Ligue 1 de 2024–25                             |
| ---------------------------------------------- |
| Paris Saint-Germain Tetracampeão (13.º título) |

### Mensal
| Mês       | Jogador do Mês      | Jogador do Mês      | Ref.   |
| Mês       | Jogador             | Clube               | Ref.   |
| --------- | ------------------- | ------------------- | ------ |
| Setembro  | Bradley Barcola     | Paris Saint-Germain | [ 8 ]  |
| Outubro   | Zuriko Davitashvili | Saint-Étienne       | [ 9 ]  |
| Novembro  | Jonathan David      | Lille               | [ 10 ] |
| Dezembro  | Mason Greenwood     | Marseille           | [ 11 ] |
| Janeiro   | Ousmane Dembélé     | Paris Saint-Germain | [ 12 ] |
| Fevereiro | Amine Gouiri        | Marseille           | [ 13 ] |
| Março     | Désiré Doué         | Paris Saint-Germain | [ 14 ] |

### Anual
| Prêmio                     | Vencedor        | Clube               | Ref.   |
| -------------------------- | --------------- | ------------------- | ------ |
| Jogador da Temporada       | Ousmane Dembélé | Paris Saint-Germain | [ 15 ] |
| Jogador Jovem da Temporada | Désiré Doué     | Paris Saint-Germain | [ 15 ] |
| Goleiro da Temporada       | Lucas Chevalier | Lille               | [ 15 ] |
| Gol da Temporada           | Amine Gouiri    | Marseille           | [ 15 ] |
| Técnico da Temporada       | Luis Enrique    | Paris Saint-Germain | [ 15 ] |

| Time do Ano | Time do Ano                         | Time do Ano                           | Time do Ano                           | Time do Ano                           | Time do Ano             |
| ----------- | ----------------------------------- | ------------------------------------- | ------------------------------------- | ------------------------------------- | ----------------------- |
| Goleiro     | Lucas Chevalier (Lille)             | Lucas Chevalier (Lille)               | Lucas Chevalier (Lille)               | Lucas Chevalier (Lille)               | Lucas Chevalier (Lille) |
| Defensores  | Achraf Hakimi (Paris Saint-Germain) | Marquinhos (Paris Saint-Germain)      | Willian Pacho (Paris Saint-Germain)   | Nuno Mendes (Paris Saint-Germain)     |                         |
| Meias       | João Neves (Paris Saint-Germain)    | Rayan Cherki (Lyon)                   | Rayan Cherki (Lyon)                   | Vitinha (Paris Saint-Germain)         |                         |
| Atacantes   | Désiré Doué (Paris Saint-Germain)   | Ousmane Dembélé (Paris Saint-Germain) | Ousmane Dembélé (Paris Saint-Germain) | Bradley Barcola (Paris Saint-Germain) |                         |